# Fußball-Club Gelsenkirchen-Schalke 04 2005-2006
Questa voce raccoglie le informazioni riguardanti il Fußball-Club Gelsenkirchen-Schalke 04 nelle competizioni ufficiali della stagione 2005-2006.

## Stagione
Nella stagione 2005-2006 lo Schalke, allenato da Ralf Rangnick, Oliver Reck e Mirko Slomka, concluse il campionato di Bundesliga al 4º posto. In Coppa di Germania lo Schalke fu eliminato al secondo turno dall'Eintracht Francoforte. In Coppa di Lega lo Schalke perse la finale con lo Stoccarda. In Champions League lo Schalke fu eliminato nella fase a gironi. In Coppa UEFA lo Schalke fu eliminato in semifinale dal Siviglia.

## Rosa
| N. |                        | Ruolo | Calciatore           |
| -- | ---------------------- | ----- | -------------------- |
| 1  | Germania (bandiera)    | P     | Frank Rost           |
| 2  | Danimarca (bandiera)   | C     | Christian Poulsen    |
| 3  | Georgia (bandiera)     | C     | Levan K'obiashvili   |
| 4  | Germania (bandiera)    | D     | Thomas Kläsener      |
| 5  | Brasile (bandiera)     | D     | Bordon               |
| 6  | Turchia (bandiera)     | C     | Hamit Altıntop       |
| 7  | Marocco (bandiera)     | C     | Mimoun Azaouagh      |
| 8  | Germania (bandiera)    | C     | Fabian Ernst         |
| 9  | Danimarca (bandiera)   | A     | Søren Larsen         |
| 10 | Brasile (bandiera)     | C     | Lincoln              |
| 11 | Danimarca (bandiera)   | A     | Ebbe Sand            |
| 12 | Paesi Bassi (bandiera) | D     | Marco van Hoogdalem  |
| 13 | Germania (bandiera)    | P     | Christofer Heimeroth |
| 14 | Ghana (bandiera)       | A     | Gerald Asamoah       |
| 15 | Polonia (bandiera)     | D     | Tomasz Wałdoch       |
| 16 | Uruguay (bandiera)     | D     | Darío Rodríguez      |

| N. |                                 | Ruolo | Calciatore           |
| -- | ------------------------------- | ----- | -------------------- |
| 18 | Brasile (bandiera)              | D     | Rafinha              |
| 19 | Uruguay (bandiera)              | C     | Gustavo Varela       |
| 20 | Serbia e Montenegro (bandiera)  | D     | Mladen Krstajić      |
| 21 | Germania (bandiera)             | C     | Alexander Baumjohann |
| 22 | Germania (bandiera)             | A     | Kevin Kurányi        |
| 24 | Germania (bandiera)             | D     | Christian Pander     |
| 25 | Bosnia ed Erzegovina (bandiera) | C     | Zlatan Bajramović    |
| 26 | Germania (bandiera)             | D     | Niko Bungert         |
| 27 | Germania (bandiera)             | D     | Tim Hoogland         |
| 29 | Germania (bandiera)             | P     | Manuel Neuer         |
| 31 | Polonia (bandiera)              | D     | Sebastian Boenisch   |
| 32 | Germania (bandiera)             | P     | Ralf Fährmann        |
| 33 | Germania (bandiera)             | A     | Joseph Laumann       |
| 34 | Germania (bandiera)             | C     | Mario Klinger        |
| 36 | Libano (bandiera)               | C     | Bilal Aziz           |

## Organigramma societario
Area tecnica
- Allenatore: Mirko Slomka
- Allenatore in seconda:
- Preparatore dei portieri: Oliver Reck
- Preparatori atletici:

## Calciomercato

### Sessione estiva
| Acquisti | Acquisti          | Acquisti              | Acquisti |
| R.       | Nome              | da                    | Modalità |
| -------- | ----------------- | --------------------- | -------- |
| D        | Rafinha           | Coritiba              |          |
| A        | Søren Larsen      | Djurgården            |          |
| C        | Zlatan Bajramović | Friburgo              |          |
| C        | Simon Cziommer    | Twente                |          |
| C        | Fabian Ernst      | Werder Brema          |          |
| C        | Mario Klinger     | Schalke 04 (juniores) |          |
| A        | Kevin Kurányi     | Stoccarda             |          |
| P        | Manuel Neuer      | Schalke 04 (juniores) |          |

| Cessioni | Cessioni            | Cessioni            | Cessioni |
| R.       | Nome                | da                  | Modalità |
| -------- | ------------------- | ------------------- | -------- |
| A        | Ailton              | Beşiktaş            |          |
| D        | Niko Bungert        | Schalke 04 II       |          |
| A        | Ahmet Cebe          | Fortuna Düsseldorf  |          |
| A        | Michael Delura      | Hannover 96         |          |
| A        | Mike Hanke          | Wolfsburg           |          |
| A        | Kai Hesse           | Lubecca             |          |
| C        | Sven Kmetsch        | Schalke 04 II       |          |
| D        | Fabian Lamotte      | Monaco 1860         |          |
| C        | Niels Oude Kamphuis | Borussia M'gladbach |          |
| P        | Volkan Ünlü         | Beşiktaş            |          |
| C        | Sven Vermant        | Club Bruges         |          |

### Sessione invernale
| Acquisti | Acquisti | Acquisti | Acquisti |
| R.       | Nome     | da       | Modalità |
| -------- | -------- | -------- | -------- |

| Cessioni | Cessioni       | Cessioni | Cessioni |
| R.       | Nome           | da       | Modalità |
| -------- | -------------- | -------- | -------- |
| C        | Simon Cziommer | Roda JC  |          |

## Risultati

### Bundesliga

#### Girone di andata
| Arbitro: | Wack |

|                         |           |              |
| Larsen 79’ Krstajić 83’ | Marcatori | 33’ Altıntop |

| Arbitro: | Fandel |

|              |           |                  |
| Smolarek 17’ | Marcatori | 23’, 56’ Kurányi |

| Arbitro: | Weiner |

|          |           |              |
| Sand 53’ | Marcatori | 42’ Bøgelund |

| Arbitro: | Stark |

|              |           |            |
| Berbatov 73’ | Marcatori | 85’ Larsen |

| Gelsenkirchen 18 settembre 2005, ore 17:30 CEST 5ª giornata | Schalke 04 | 0 – 0 referto | Hertha Berlino | Veltins-Arena (60 740 spett.)\| Arbitro: \| Brych \| |
| Arbitro:                                                    | Brych      |               |                |                                                      |

| Arbitro: | Wagner |

|              |           |            |
| Kießling 21’ | Marcatori | 65’ Larsen |

| Arbitro: | Sippel |

|                         |           |  |
| Lincoln 58’ Kurányi 65’ | Marcatori |  |

| Arbitro: | Stark |

|  |           |            |
|  | Marcatori | 65’ Larsen |

| Arbitro: | Weiner |

|                   |           |                |
| Larsen 90’ (rig.) | Marcatori | 19’ Santa Cruz |

| Wolfsburg 22 ottobre 2005, ore 15:30 CEST 10ª giornata | Wolfsburg | 0 – 0 referto | Schalke 04 | Volkswagen-Arena (29 064 spett.)\| Arbitro: \| Gräfe \| |
| Arbitro:                                               | Gräfe     |               |            |                                                         |

| Arbitro: | Fandel |

|                |           |  |
| Mahdavikia 19’ | Marcatori |  |

| Arbitro: | Drees |

|                                            |           |  |
| Kurányi 13’ Meyer 67’ (aut.) Rodríguez 86’ | Marcatori |  |

| Arbitro: | Kircher |

|                              |           |                      |
| Benschneider 47’ Epstein 57’ | Marcatori | 23’ Kurányi 87’ Sand |

| Arbitro: | Fandel |

|                 |           |            |
| Kurányi 2’, 64’ | Marcatori | 56’ Valdez |

| Arbitro: | Fleischer |

|  |           |             |
|  | Marcatori | 51’ Poulsen |

| Arbitro: | Brych |

|            |           |  |
| Bordon 58’ | Marcatori |  |

| Arbitro: | Stark |

|                       |           |  |
| Gómez 48’ Ljuboja 66’ | Marcatori |  |

#### Girone di ritorno
| Arbitro: | Sippel |

|  |           |                                     |
|  | Marcatori | 12’ Lincoln 78’ (rig.) K'obiashvili |

| Gelsenkirchen 4 febbraio 2006, ore 15:30 CET 19ª giornata | Schalke 04 | 0 – 0 referto | Borussia Dortmund | Veltins-Arena (61 524 spett.)\| Arbitro: \| Kircher \| |
| Arbitro:                                                  | Kircher    |               |                   |                                                        |

| Mönchengladbach 8 febbraio 2006, ore 20:00 CET 20ª giornata | Borussia M'gladbach | 0 – 0 referto | Schalke 04 | Borussia-Park (51 026 spett.)\| Arbitro: \| Fleischer \| |
| Arbitro:                                                    | Fleischer           |               |            |                                                          |

| Arbitro: | Meyer |

|                                                                                |           |                                             |
| Larsen 8’, 62’ Krstajić 16’ Bajramović 33’ Kurányi 54’ Lincoln 75’ Asamoah 80’ | Marcatori | 39’, 63’ Voronin 49’ Berbatov 69’ Krzynówek |

| Arbitro: | Wack |

|             |           |                           |
| Madlung 33’ | Marcatori | 6’ Asamoah 45’ Bajramović |

| Arbitro: | Gräfe |

|                         |           |  |
| Kurányi 58’ Lincoln 64’ | Marcatori |  |

| Arbitro: | Stark |

|                  |           |                            |
| Christiansen 73’ | Marcatori | 20’ Poulsen 28’ Bajramović |

| Arbitro: | Kircher |

|                     |           |  |
| Larsen 51’ Sand 90’ | Marcatori |  |

| Arbitro: | Wagner |

|                                         |           |  |
| Salihamidžić 48’ Pizarro 56’ Makaay 89’ | Marcatori |  |

| Arbitro: | Sippel |

|                        |           |                              |
| Kurányi 7’ Lincoln 67’ | Marcatori | 29’ Hoogendorp 76’ Lamprecht |

| Arbitro: | Fleischer |

|  |           |                              |
|  | Marcatori | 57’ van der Vaart 80’ Ailton |

| Arbitro: | Wack |

|                    |           |            |
| Poulsen 39’ (aut.) | Marcatori | 85’ Larsen |

| Arbitro: | Schmidt |

|                |           |              |
| Bajramović 80’ | Marcatori | 45’ Podolski |

| Brema 23 aprile 2006, ore 17:30 CEST 31ª giornata | Werder Brema | 0 – 0 referto | Schalke 04 | Weserstadion (42 100 spett.)\| Arbitro: \| Kircher \| |
| Arbitro:                                          | Kircher      |               |            |                                                       |

| Arbitro: | Meyer |

|                                     |           |             |
| Asamoah 40’ Larsen 81’ Altıntop 88’ | Marcatori | 50’ Küntzel |

| Arbitro: | Brych |

|          |           |  |
| Auer 15’ | Marcatori |  |

| Arbitro: | Gagelmann |

|                                 |           |                            |
| Sand 53’ Bordon 80’ Wałdoch 83’ | Marcatori | 33’ Hitzlsperger 71’ Cacau |

### Coppa di Germania
| Arbitro: | Schriever |

|  |           |                                |
|  | Marcatori | 35’, 65’ Larsen 67’ Bajramović |

| Arbitro: | Brych |

|                                                           |           |  |
| Meier 28’, 68’ Huggel 30’ Spycher 64’ Copado 79’ Ochs 85’ | Marcatori |  |

### Coppa di Lega
| Arbitro: | Fleischer |

|                         |           |            |
| Bajramović 34’ Sand 71’ | Marcatori | 90’ Valdez |

| Arbitro: | Wagner |

|  |           |             |
|  | Marcatori | 10’ Kurányi |

### Champions League

#### Fase a gironi
| Arbitro: | Baskakov |

|               |           |  |
| Hesselink 33’ | Marcatori |  |

| Arbitro: | Larsen |

|                        |           |                         |
| Larsen 3’ Altıntop 69’ | Marcatori | 1’ Seedorf 59’ Ševčenko |

| Arbitro: | Hamer |

|                                  |           |                              |
| Luciano 14’ Nobre 73’ Appiah 79’ | Marcatori | 59’, 62’ Lincoln 77’ Kurányi |

| Arbitro: | Cantalejo |

|                      |           |  |
| Kurányi 31’ Sand 90’ | Marcatori |  |

| Arbitro: | Micheľ |

|                                          |           |  |
| K'obiashvili 18’ (rig.), 72’, 78’ (rig.) | Marcatori |  |

| Arbitro: | González |

|                         |           |                         |
| Pirlo 42’ Kaká 52’, 60’ | Marcatori | 43’ Poulsen 66’ Lincoln |

### Coppa UEFA
| Arbitro: | Rosetti |

|                      |           |            |
| Bordon 66’ Ernst 88’ | Marcatori | 34’ García |

| Arbitro: | Øvrebø |

|  |           |                                  |
|  | Marcatori | 54’ Kurányi 70’ Sand 73’ Lincoln |

| Arbitro: | Braamhaar |

|             |           |  |
| Brienza 15’ | Marcatori |  |

| Arbitro: | Poll |

|                                                 |           |  |
| K'obiashvili 44’ (rig.) Larsen 73’ Azaouagh 80’ | Marcatori |  |

| Arbitro: | Riley |

|              |           |                                    |
| Borimirov 6’ | Marcatori | 48’ Varela 70’ Lincoln 79’ Asamoah |

| Arbitro: | Busacca |

|             |           |             |
| Lincoln 58’ | Marcatori | 25’ Angelov |

| Gelsenkirchen 20 aprile 2006, ore 20:30 CEST Semifinale | Schalke 04 | 0 – 0 referto | Siviglia | Veltins-Arena (53 551 spett.)\| Arbitro: \| Øvrebø \| |
| Arbitro:                                                | Øvrebø     |               |          |                                                       |

| Arbitro: | De Santis |

|             |           |  |
| Puerta 101’ | Marcatori |  |

## Statistiche

### Statistiche di squadra
| Competizione      | Punti | In casa | In casa | In casa | In casa | In casa | In casa | In trasferta | In trasferta | In trasferta | In trasferta | In trasferta | In trasferta | Totale | Totale | Totale | Totale | Totale | Totale | DR  |
| Competizione      | Punti | G       | V       | N       | P       | Gf      | Gs      | G            | V            | N            | P            | Gf           | Gs           | G      | V      | N      | P      | Gf     | Gs     | DR  |
| ----------------- | ----- | ------- | ------- | ------- | ------- | ------- | ------- | ------------ | ------------ | ------------ | ------------ | ------------ | ------------ | ------ | ------ | ------ | ------ | ------ | ------ | --- |
| Bundesliga        | 61    | 17      | 10      | 6       | 1       | 32      | 16      | 17           | 6            | 7            | 4            | 15           | 15           | 34     | 16     | 13     | 5      | 47     | 31     | +16 |
| Coppa di Germania | -     | 0       | 0       | 0       | 0       | 0       | 0       | 2            | 1            | 0            | 1            | 3            | 6            | 2      | 1      | 0      | 1      | 3      | 6      | -3  |
| Coppa di Lega     | -     | 1       | 1       | 0       | 0       | 2       | 1       | 1            | 1            | 0            | 0            | 1            | 0            | 2      | 2      | 0      | 0      | 3      | 1      | +2  |
| Champions League  | -     | 3       | 2       | 1       | 0       | 7       | 2       | 3            | 0            | 1            | 2            | 5            | 7            | 6      | 2      | 2      | 2      | 12     | 9      | +3  |
| Coppa UEFA        | -     | 4       | 2       | 2       | 0       | 6       | 2       | 4            | 2            | 0            | 2            | 6            | 3            | 8      | 4      | 2      | 2      | 12     | 5      | +7  |
| Totale            | 61    | 25      | 15      | 9       | 1       | 47      | 21      | 27           | 10           | 8            | 9            | 30           | 31           | 52     | 25     | 17     | 10     | 77     | 52     | +25 |

### Andamento in campionato
| Giornata  | 1 | 2 | 3 | 4 | 5 | 6 | 7 | 8 | 9 | 10 | 11 | 12 | 13 | 14 | 15 | 16 | 17 | 18 | 19 | 20 | 21 | 22 | 23 | 24 | 25 | 26 | 27 | 28 | 29 | 30 | 31 | 32 | 33 | 34 |
| --------- | - | - | - | - | - | - | - | - | - | -- | -- | -- | -- | -- | -- | -- | -- | -- | -- | -- | -- | -- | -- | -- | -- | -- | -- | -- | -- | -- | -- | -- | -- | -- |
| Luogo     | C | T | C | T | C | T | C | T | C | T  | T  | C  | T  | C  | T  | C  | T  | T  | C  | T  | C  | T  | C  | T  | C  | T  | C  | C  | T  | C  | T  | C  | T  | C  |
| Risultato | V | V | N | N | N | N | V | V | N | N  | P  | V  | N  | V  | V  | V  | P  | V  | N  | N  | V  | V  | V  | V  | V  | P  | N  | P  | N  | N  | N  | V  | P  | V  |
| Posizione | 5 | 4 | 4 | 4 | 4 | 6 | 5 | 4 | 4 | 4  | 4  | 4  | 4  | 4  | 4  | 4  | 4  | 4  | 4  | 4  | 4  | 4  | 4  | 4  | 3  | 3  | 4  | 4  | 4  | 4  | 4  | 4  | 4  | 4  |

Legenda:

Luogo: C = Casa; T = Trasferta. Risultato: V = Vittoria; N = Pareggio; P = Sconfitta.

### Statistiche dei giocatori
| Giocatore        | Bundesliga | Bundesliga | Bundesliga  | Bundesliga | Coppa di Germania | Coppa di Germania | Coppa di Germania | Coppa di Germania | Coppa di Lega | Coppa di Lega | Coppa di Lega | Coppa di Lega | Champions League | Champions League | Champions League | Champions League | Totale   | Totale | Totale      | Totale     |
| Giocatore        | Presenze   | Reti       | Ammonizioni | Espulsioni | Presenze          | Reti              | Ammonizioni       | Espulsioni        | Presenze      | Reti          | Ammonizioni   | Espulsioni    | Presenze         | Reti             | Ammonizioni      | Espulsioni       | Presenze | Reti   | Ammonizioni | Espulsioni |
| ---------------- | ---------- | ---------- | ----------- | ---------- | ----------------- | ----------------- | ----------------- | ----------------- | ------------- | ------------- | ------------- | ------------- | ---------------- | ---------------- | ---------------- | ---------------- | -------- | ------ | ----------- | ---------- |
| H. Altıntop      | 22         | 1          | 5           | 0          | 2                 | 0                 | 0                 | 0                 | 2             | 0             | 0             | 0             | 6                | 1                | 1                | 0                | 32       | 2      | 6           | 0          |
| G. Asamoah       | 24         | 3          | 5           | 0          | 1                 | 0                 | 0                 | 0                 | 2             | 0             | 0             | 0             | 2                | 0                | 1                | 0                | 29       | 3      | 6           | 0          |
| M. Azaouagh      | 4          | 0          | 0           | 0          | 0                 | 0                 | 0                 | 0                 | 0             | 0             | 0             | 0             | 0                | 0                | 0                | 0                | 4        | 0      | 0           | 0          |
| B. Aziz          | 0          | 0          | 0           | 0          | 0                 | 0                 | 0                 | 0                 | 0             | 0             | 0             | 0             | 0                | 0                | 0                | 0                | 0        | 0      | 0           | 0          |
| Z. Bajramović    | 25         | 4          | 3           | 2          | 2                 | 1                 | 0                 | 0                 | 2             | 1             | 0             | 0             | 4                | 0                | 0                | 0                | 33       | 6      | 3           | 2          |
| A. Baumjohann    | 1          | 0          | 0           | 0          | 0                 | 0                 | 0                 | 0                 | 0             | 0             | 0             | 0             | 0                | 0                | 0                | 0                | 1        | 0      | 0           | 0          |
| S. Boenisch      | 1          | 0          | 0           | 0          | 0                 | 0                 | 0                 | 0                 | 0             | 0             | 0             | 0             | 0                | 0                | 0                | 0                | 1        | 0      | 0           | 0          |
| B. Bordon        | 31         | 2          | 5           | 0          | 1                 | 0                 | 0                 | 0                 | 2             | 0             | 0             | 0             | 6                | 0                | 1                | 0                | 40       | 2      | 6           | 0          |
| N. Bungert       | 0          | 0          | 0           | 0          | 0                 | 0                 | 0                 | 0                 | 0             | 0             | 0             | 0             | 0                | 0                | 0                | 0                | 0        | 0      | 0           | 0          |
| S. Cziommer      | 0          | 0          | 0           | 0          | 1                 | 0                 | 0                 | 0                 | 0             | 0             | 0             | 0             | 0                | 0                | 0                | 0                | 1        | 0      | 0           | 0          |
| F. Ernst         | 32         | 0          | 5           | 1          | 0                 | 0                 | 0                 | 0                 | 2             | 0             | 1             | 0             | 5                | 0                | 1                | 0                | 39       | 0      | 7           | 1          |
| R. Fährmann      | 0          | 0          | 0           | 0          | 0                 | 0                 | 0                 | 0                 | 0             | 0             | 0             | 0             | 0                | 0                | 0                | 0                | 0        | 0      | 0           | 0          |
| C. Heimeroth     | 2          | 0          | 0           | 0          | 0                 | 0                 | 0                 | 0                 | 0             | 0             | 0             | 0             | 0                | 0                | 0                | 0                | 2        | 0      | 0           | 0          |
| T. Hoogland      | 0          | 0          | 0           | 0          | 0                 | 0                 | 0                 | 0                 | 1             | 0             | 0             | 0             | 0                | 0                | 0                | 0                | 1        | 0      | 0           | 0          |
| M. Klinger       | 0          | 0          | 0           | 0          | 1                 | 0                 | 0                 | 0                 | 0             | 0             | 0             | 0             | 0                | 0                | 0                | 0                | 1        | 0      | 0           | 0          |
| T. Kläsener      | 3          | 0          | 0           | 0          | 1                 | 0                 | 0                 | 0                 | 0             | 0             | 0             | 0             | 0                | 0                | 0                | 0                | 4        | 0      | 0           | 0          |
| L. K'obiashvili  | 32         | 1          | 5           | 0          | 1                 | 0                 | 0                 | 0                 | 2             | 0             | 0             | 0             | 6                | 3                | 3                | 0                | 41       | 4      | 8           | 0          |
| M. Krstajić      | 29         | 2          | 6           | 0          | 1                 | 0                 | 0                 | 0                 | 2             | 0             | 0             | 0             | 6                | 0                | 1                | 0                | 38       | 2      | 7           | 0          |
| K. Kurányi       | 30         | 10         | 5           | 0          | 2                 | 0                 | 0                 | 0                 | 2             | 1             | 0             | 1             | 6                | 2                | 0                | 0                | 40       | 13     | 5           | 1          |
| S. Larsen        | 30         | 10         | 1           | 0          | 2                 | 2                 | 0                 | 0                 | 0             | 0             | 0             | 0             | 4                | 1                | 0                | 0                | 36       | 13     | 1           | 0          |
| J. Laumann       | 1          | 0          | 0           | 0          | 1                 | 0                 | 0                 | 0                 | 0             | 0             | 0             | 0             | 0                | 0                | 0                | 0                | 2        | 0      | 0           | 0          |
| C. Lincoln       | 29         | 5          | 4           | 0          | 1                 | 0                 | 0                 | 0                 | 2             | 0             | 0             | 1             | 6                | 3                | 0                | 0                | 38       | 8      | 4           | 1          |
| M. Neuer         | 0          | 0          | 0           | 0          | 0                 | 0                 | 0                 | 0                 | 0             | 0             | 0             | 0             | 0                | 0                | 0                | 0                | 0        | 0      | 0           | 0          |
| C. Pander        | 0          | 0          | 0           | 0          | 0                 | 0                 | 0                 | 0                 | 0             | 0             | 0             | 0             | 0                | 0                | 0                | 0                | 0        | 0      | 0           | 0          |
| C. Poulsen       | 28         | 2          | 13          | 2          | 2                 | 0                 | 0                 | 0                 | 2             | 0             | 0             | 0             | 6                | 1                | 1                | 0                | 38       | 3      | 14          | 2          |
| R. Rafinha       | 29         | 0          | 4           | 1          | 1                 | 0                 | 0                 | 0                 | 0             | 0             | 0             | 0             | 5                | 0                | 3                | 0                | 35       | 0      | 7           | 1          |
| D. Rodríguez     | 22         | 1          | 5           | 0          | 1                 | 0                 | 0                 | 0                 | 0             | 0             | 0             | 0             | 5                | 0                | 2                | 0                | 28       | 1      | 7           | 0          |
| F. Rost          | 32         | 0          | 1           | 0          | 2                 | 0                 | 0                 | 0                 | 2             | 0             | 0             | 0             | 6                | 0                | 0                | 0                | 42       | 0      | 1           | 0          |
| E. Sand          | 30         | 4          | 2           | 0          | 1                 | 0                 | 0                 | 0                 | 2             | 1             | 0             | 0             | 6                | 1                | 0                | 0                | 39       | 6      | 2           | 0          |
| G. Varela        | 27         | 0          | 1           | 0          | 2                 | 0                 | 0                 | 0                 | 1             | 0             | 0             | 0             | 3                | 0                | 0                | 0                | 33       | 0      | 1           | 0          |
| T. Wałdoch       | 2          | 1          | 0           | 0          | 2                 | 0                 | 1                 | 0                 | 0             | 0             | 0             | 0             | 0                | 0                | 0                | 0                | 4        | 1      | 1           | 0          |
| M. van Hoogdalem | 0          | 0          | 0           | 0          | 0                 | 0                 | 0                 | 0                 | 0             | 0             | 0             | 0             | 0                | 0                | 0                | 0                | 0        | 0      | 0           | 0          |